# COFF
COFF (ang. Common Object File Format) – format binarnych plików obiektowych będących efektem kompilacji i linkowania. Format został stworzony przez AT&T i był początkowo używany w systemie Unix, choć został stworzony z myślą o stosowaniu niezależenie od systemu.
Format został zaadaptowany w systemie Microsoft Windows NT i był używany razem z plikami w formacie PE, które były plikami wykonywalnymi.